# Voltaggio
Voltaggio (Ottaggio in Ligurian) là một đô thị ở tỉnh Alessandria trong vùng Piedmont của Italia, có vị trí cách khoảng 100 km về phía đông nam của Torino và khoảng 40 km về phía đông nam của Alessandria. Tại thời điểm ngày 31 tháng 12 năm 2004, đô thị này có dân số 769 người và diện tích là 51,3 km².
Voltaggio giáp các đô thị: Bosio, Campomorone, Carrosio, Fraconalto, Gavi, Isola del Cantone, Mignanego, và Ronco Scrivia.